# Escalada (conflicto)
La escalada, espiral de violencia o espiral bélica es una peculiaridad de los conflictos que implica un enlazamiento de actos progresivamente más violentos de las partes en pugna, a través del cual una confrontación se agrava.
La escalada se basa en un mecanismo de acción-reacción, pero con un aumento de intensidad progresivo. A una amenaza pequeña se responde con una amenaza ligeramente superior, así indefinidamente hasta que llegar a una confrontación extrema. El fenómeno de la escalada nuclear es una manifestación del mismo, pero la dinámica de escalación de los conflictos puede producirse en cualquier confrontación, pequeña, mediana o grande. 
Según el "principio de acción recíproca" de Carl von Clausewitz y el de los "pares de fuerza" de Edward Luttwak, la dinámica de acción-reacción lleva al empleo progresivo de la fuerza, sin límites, hasta la imposición de una de las partes, que establece su dominación sobre la otra, a partir de lo cual se produce la "desescalada".
En el contexto de la guerra ritualizada, tribal o endémica, el grado de violencia de los enfrentamientos se dispone en un continuo, desde los combates puramente rituales, similares al juego o el deporte, regulados de tal forma que la violencia se limita para no producir resultados graves, más allá del contacto físico o la primera efusión de sangre; hasta los enfrentamientos que buscan la total aniquilación del enemigo.